# Cassiano Cândido Tavares Bastos
Cassiano Cândido Tavares Bastos (Cidade de Alagoas, atual Marechal Deodoro, 12 de novembro de 1844 - Rio de Janeiro, 16 de junho de 1919) foi um advogado, desembargador e político brasileiro. Foi senador do Brasil durante a República Velha (ou Primeira República).
Filho do também político José Tavares Bastos (deputado provincial, deputado geral e presidente de Alagoas e São Paulo) e Rosa Candida Tavares Bastos e irmão de Aureliano Tavares Bastos, formou-se em Direito em 1866 e exerceu os cargos de Adido à Missão Especial enviada à Bolívia durante a Guerra do Paraguai, Secretário da Delegação Brasileira em Lima-peru, Juiz de Direito, Chefe de Polícia e Juiz do Tribunal Civil e Criminal.
Também foi senador do Brasil entre 1890 e 1892 (participando dos trabalhos para a elaboração da primeira constituição republicana) e desembargador na Côrte de Apelação do Distrito Federal.
É autor de várias livros técnicos, entre eles: Processo das execuções civeis commerciaes e hypothecarias: contendo as respectivas disposições legislativas e regulamentares, jurisprudencia dos tribunaes e opiniões de praxistas.